# Telmatoscopus longichaetus
Telmatoscopus longichaetus är en tvåvingeart som först beskrevs av Enrico Adelelmo Brunetti 1911.  Telmatoscopus longichaetus ingår i släktet Telmatoscopus och familjen fjärilsmyggor. Inga underarter finns listade i Catalogue of Life.